# 墨竹畫
墨竹畫是一種文人畫風，以墨為媒材，以竹為主題，畫作亦融入書法之美。典型作品為素色或淺絳，強調描繪畫竹節、竹葉的筆法技巧，與書法運筆類同。竹在中國象徵正直、清高，在逆境中堅忍不拔的毅力，這些都是文人認同的特質。